# ボンドサイクル
ボンドサイクル (Bond cycle) とは、次第に寒くなっている亜氷期と亜間氷期が最終氷期に繰り返して2 - 3回起きた後、海に大量の氷山が溢れ、最も寒い亜氷期を起こす。その後に二、三年から十数年の急激な温暖化が到来するという非常に大きな気候変動の周期のことである。
コロンビア大学ラモント-ドハティ地球観測所の地質学者であるジェラード・C・ボンドの名が由来である。

## 概要
ジェラード・ボンドと彼の同僚のミッシェル・A・コミンズは1993年にネイチャー誌に氷床コアと海洋堆積物の記録を関連づけた論文を発表した。その論文の中で、北大西洋の多くの堆積物をみてみると極寒期のあいだに寒暖を繰り返すダンスガード・オシュガーサイクルが、のこぎり歯のように何度か繰り返された後の層にハインリッヒ層というほとんどの層全体が氷山の運んだ岩屑でできた変則的な層が現れるというパターンについて説明した。そしてハインリッヒ層の直後に必ず暖かい時期がある、というパターンがのちにボンドサイクルとよばれるものである。この時点ではまだ彼らはこのような気候変動にどのようなメカニズムが働いているのかは、突き止めてはいなかった。この奇妙なパターンの原因を説明するのに多くの研究者達が二、三年かけて研究に研究を重ねたといわれている。

## リスト

ボンドイベントの概況

| No | 年代 (BP)  | 発生年    | 前回のイベントからの期間 | 備考 |
| -- | ---------- | --------- | ------------------------ | --- |
| 0  | ≈ −0.5 ka  | ≈ 1500 AD | 900年                    | 小氷期を参照                                                                                            |
| 1  | ≈ −1.4 ka  | ≈ 600 AD  | 1400年                   | 民族移動時代を参照 Late Antique Little Ice Ageを参照                                                    |
| 2  | ≈ −2.8 ka  | ≈ 800 BC  | 1400年                   | Iron Age Cold Epochを参照                                                                               |
| 3  | ≈ −4.2 ka  | ≈ 2200 BC | 1700年                   | 4200年イベントを参照 ; アッカド帝国の滅亡とエジプト古王国の終焉。                                       |
| 4  | ≈ −5.9 ka  | ≈ 3900 BC | 2300年                   | サハラ砂漠が再生成(紀元前3500–3000年)とアフリカ湿潤期の終了。前期青銅器時代が開始する（紀元前3300年）。 |
| 5  | ≈ −8.2 ka  | ≈ 6200 BC | 1200年                   | 8200年イベントを参照                                                                                    |
| 6  | ≈ −9.4 ka  | ≈ 7400 BC | 1100年                   | ノルウェーの氷河がエルダーレン現象を開始。、中国でも寒冷化が起こる。                                    |
| 7  | ≈ −10.3 ka | ≈ 8300 BC | 800年                    | |
| 8  | ≈ −11.1 ka | ≈ 9100 BC | ---                      | ヤンガードリアス期からボレアル期への移行。                                                              |

## ボンドの研究方法
気候変動を研究する際、氷床コア標本を用いられることが多かったが、急激な温暖化という事象が記録されているのは岩床地面にきわめて近いところの氷であり、そこでは流れによる氷の薄くなり方がひどく、記録の読み方が困難であり、凸凹の岩床を流れていたことで記録が歪められているかもしれないという心配もあった。また、多くの氷床コアが採取される中央グリーンランドでの高い降雪スピードは過去十一万年の歴史を人強いし、年数を数えることを可能にしたが、一方で氷床を巨大にし急勾配にもした。そのため流れが速くなり、より古い氷を薄くし歪められてしまうため、より古い氷は折りたたまれるなどして記録がかき乱され、継続性がなくなってしまうという欠点がある。本当に長い期間の記録や、氷床コアには記録されない海の営みについて知るためには、海底の堆積物を研究する必要がある。
そこでジェラード・ボンドはなるべく海の泥の部分を虫によってかき乱されていない堆積物のコア標本を見つけ、それによって北大西洋が過去にどれほど寒かったかをコア標本中にある温暖な気候を好む生物と寒冷な気候を好む生物の殻の量を比較することによって測定した。彼はまたコア標本中の石の数を数えた。石を大西洋の真ん中まで運ぶ唯一の方法は、石を氷山の底に入れて運び、氷山が融けると石が落ちるというものであるので、氷山の情報を得ることができるからである。
そしてジェラード・ボンドは氷床コアと海の堆積物の記録を突き合わせ後にボンド周期と呼ばれる周期に気づいた。陸上でも海でも、規模の特に大きな温暖化の後では、1500年後にくる次の温暖化はとても前の温暖化程の暑さにはならず、次の1500年後の温暖化もその次の1500年後の温暖化も依然として少し涼しい。3から5回ほどの段階的な涼しいダンスガード・オシュガーサイクルを繰り返した後に、やっと大規模な温暖化が起きるのである。そしてその大規模な温暖化の直前の最も寒い時期は、北大西洋が氷山で溢れる時期であった。

## 原因
急激な温暖化が起こる直前にできるハインリッヒ・イベントの厚い部分は、ハドソン湾の中やその周囲によく見られるがほかではめったに見られない。地球の軌道が傾き、北半球に太陽光線がほとんど届かなくなると、ハドソン湾周辺のカナダ高地の氷床に雪が積もり始める。気温が温暖になっても毎年の平均気温は氷点下で地下には一年中凍ったままの層がある。氷床が氷期の積雪をたくさん溜めて厚くなってくると、冷たい氷はゆっくりと高地から拡がりハドソン湾を満たした。そのハドソン湾を満たした氷が湾底の泥や石を凍結させた。そして陸の上に多くの氷が積み上げられるとより地熱を捉えがちになる。そして氷の層がある一定以上厚くなると地熱を捉えすぎた湾底の氷が実際に溶け出してしまう。すると泥、石、そして水が働いて氷床が氷山となって北大西洋に流入し、泥と石を落としていく。この時落ちた泥と石が混ざった層がハインリッヒ・イベントである。
ハドソン湾はほんの二、三百年で何千年もかけて厚くなった氷を放出してしまう。そしてまた氷が薄くなると冷たい氷床は湾底に移動し凍結する。すると氷の動きはほぼ停止し、また新たな氷床が次の周期に向けて成長し始める。ハドソン湾内の氷床の何千年もかけての生長と、たった二、三百年の縮小がボンド周期のゆっくりとした寒冷化の後の急激な温暖化の原因である。
つまり、ハドソン湾内で氷床がゆっくりと生長している間に巨大な氷が風を押しやり、触れた冷気が周囲を冷やし、一気に氷床が一掃されたあとは周囲が暖かくなるのを助長したということである。

## 日本におけるボンドサイクルの影響
沖縄県伊江島の海底洞窟に見られる微小二枚貝の殻の酸素同位体比を測定したところ約100年に1回の高酸素同位体比多発現象がみられた。これは10度近い水温の低下が起きたことを意味する。この高酸素同位体比多発現象が見られる時期はちょうど北大西洋におけるボンドサイクルが起きた時期と同じである。つまり、約1500年周期で訪れる温暖化の周期に伴いブロッキング現象が発生し、冬期モンスーンが強化された結果、沖縄海域の海水は低下し塩分が増加したことが記録された酸素同位体比ができたと考えられている。
他にも三内丸山遺跡の衰退(紀元前2200年頃)との関連性が議論されている。